# گیماروتادندان
گیماروتادندان(نام علمی: Guimarotodon) نام یک سرده از تیره چندتکمیزه‌ایان پولچوفاتیدا است.